# Mikael Laurentii Roslagius
Mikael Laurentii Roslagius, född i Roslagen okänt år, död 1618 i Nikolai, Stockholm, var en svensk kaplan.
Han var gift med Carin Persdotter Granne som var dotter till Per Jönsson Granne och han blev svärfar till häradsprosten Joannes Joannis Wattrangius.
Det finns få uppgifter om Roslagius härkomst och studier. Man vet att han antogs till kaplan i Storkyrkan 1592 och att han blev illa behandlad av konung Johan III på grund av sin liturgi. Han är även en av undertecknarna vid Uppsala mötes beslut 1593. Roslagius avsattes 1605 eftersom det fanns misstankar om nära förbindelser med kung Sigismund III Vasa.
Under 1606 erhåller han ersättning för utlägg han har haft när han påkostat sin lägenhet i kyrkans hus, i handlingen tituleras han då som före detta kaplan. Han återfick  sin kaplantjänst i S:t Nikolai församling 1613 och förekommer i församlingens handlingar fram till 24 augusti 1618.
Vid begravningen i Storkyrkan placerades han under en gravhäll med följande inskription:

Ehou tu äst som wetta will
Huem under Steenen ligger
Een Wördig Man heet Hr. Mickel
sin been här hwijlar trygger
I denna Kyrkia Capellan
war han med stora ähra.
Alskat både af quinna och man
Dem han gudz ord mond lära
I godom ålder dödde han
Hans bhustru ock tillijka
som sofwer och här hoos sin man
Wänta både Gudz Rijke.
åhr MDCXXII.

Gravhällen är numera uppbruten ur golvet och tjänstgör som bord för värmeljus och förböner på högra sidan om koret i Storkyrkan.